# Place de la Paix (Nouméa)
Pour les articles homonymes, voir Place de la Paix.
La place de la Paix (en nââ numèè : Koo Wè Joka) est un square public du centre-ville de Nouméa, constituant l'extrémité ouest de la place des Cocotiers.

## Description

### Situation
La place de la Paix constitue l'extrémité ouest de la place des Cocotiers, au cœur du centre-ville de Nouméa en Nouvelle-Calédonie. La place de la Paix est ainsi prolongée à l'est par les places de la Marne, Courbet et Feillet. Elle est délimitée par les rues Anatole-France au sud, du Général-Mangin à l'ouest et Jean-Jaurès au nord. Elle fait face, à l'ouest, à l'Hôtel de ville de Nouméa.

### Toponymie
Le choix de renommer cette partie de la place des Cocotiers « place de la paix » souhaite commémorer le retour de la paix civile en Nouvelle-Calédonie après la période dite des « Événements » qui voit s'affronter violemment partisans et opposants de l'indépendance entre 1984 et 1988, sur fond de tensions sociales et économiques vives entre les différentes communautés peuplant l'archipel. Selon Sonia Lagarde, maire de Nouméa, il s'agit de s'inscrire dans le prolongement de la démarche des dirigeants des deux camps adverses de cette époque qui avaient négocié cette paix, l'indépendantiste Jean-Marie Tjibaou et le non-indépendantiste Jacques Lafleur, pour « demain réussir ensemble la paix et construire la Nouvelle-Calédonie ».
De plus, à la demande des deux conseillers municipaux indépendantistes de la ville — Joseph Boanemoa et Laurie Humuni — la place obtient également le nom de « Koo Wè Joka » signifiant littéralement « le lieu où l'on fait la paix » (généralement appelée « place de la Paix ») en nââ numèè, une langue kanak mélanésienne parlée dans l'aire coutumière Djubéa-Kaponé.

### Statue de la paix
Sur la place sied une statue en bronze représentant Jacques Lafleur — chef de file des partisans du maintien de la Nouvelle-Calédonie dans la République française — et Jean-Marie Tjibaou — son homologue du Front de libération nationale kanak et socialiste qui promeut le nationalisme Kanak — se serrant la main,,. Cette sculpture en bronze de 2,5 m réalisée par Fred Fichet est inaugurée le 26 juin 2022 à l'occasion d'une cérémonie, en remplacement d'une statue de Jean-Baptiste Léon Olry (1832-1890), gouverneur de Nouvelle-Calédonie de 1878 à 1880. Elle repose sur un socle en pierre de Koumac, en harmonie avec la fontaine Céleste voisine.

## Historique
La place des Cocotiers est un ensemble continu d'espaces publics créés entre 1861 et 1897 par le remblai et l'assainissement successif d'une zone marécageuse. La partie ouest de cet ensemble, correspondant à l'actuelle place de la Paix, est le dernier élément à avoir été aménagé, lorsque le centre-ville finit d'être remblayé à la suite des travaux de l'ingénieur-voyer Edouard Pouillet. Il s'agit d'abord, en 1892, d'un jardin botanique recouvert d'une végétation tropicale dense et diversifiée qui prend le nom du maire de l'époque, Pierre Sauvan, avant d'être rapidement rebaptisé « Square Olry  », nom qu'il garde jusqu'en 2020-2022,.

### Square Olry (1897-2020)
Mais il va rapidement changer de nom, car dès 1893 il est question d'y ériger une statue représentant Jean-Baptiste Léon Olry (1832-1890) qui fut gouverneur de 1878 à 1880 et considéré alors par la population nouméenne comme le sauveur de la colonie pour avoir été l'organisateur de la répression de la grande révolte kanak du grand-chef Ataï de 1878. Ce projet n'est pourtant repris qu'en 1895 lorsqu'il est révélé qu'une statue de l'ancien gouverneur, réalisée par Denys Puech sur des dessins de Paul Mahoux, avait été envoyée par sa famille et était restée oubliée sur les quais : la statue est alors inaugurée le 12 janvier 1897, et l'ancien jardin Sauvan devient le square Olry. Son socle, exécuté à nouveau par Mahoux, était orné à l'origine d'un bas-relief en bronze représentant les Kanaks de la révolte jetant leurs armes au pied du gouverneur Olry en signe de soumission. Celui-ci a finalement été enlevé le 25 septembre 1974, après plusieurs manifestations des Jeunesses calédoniennes et des Foulards rouges pour critiquer le caractère « colonialiste » et « provocant » de ce bas-relief. 

### Choix d'un nouveau nom et réaménagement (2020-2022)
L'image de ce gouverneur étant devenue controversée dans un contexte de décolonisation pacifique décidée par les accords de Matignon de 1988 puis de Nouméa en 1998, le conseil municipal décide le 20 octobre 2020, en présence du ministre des Outre-mer Sébastien Lecornu, de rebaptiser le square Olry « place de la Paix  » en mémoire de la poignée de main historique du 26 juin 1988 entre le meneur indépendantiste Jean-Marie Tjibaou et le dirigeant non-indépendantiste Jacques Lafleur. Dans la continuité de cette décision, la statue du gouverneur Olry est enlevée de la place le 16 juillet 2021 pour être conservée dans les jardins du musée de la Ville. Elle est remplacée par une autre représentant cette poignée de main de 1988 qui a ouvert les discussions ramenant la paix civile en Nouvelle-Calédonie et la signature des accords. 
Le 6 avril 2022, le conseil municipal de Nouméa décide officiellement, et à l’unanimité, de renommer le « square Olry », lui préférant le nom de « place de la Paix ». Finalement, la place de la Paix est inaugurée le 26 juin 2022,,,.

## Fréquentation et représentation
Entouré d'une assez importante végétation, l'ancien square Olry a pendant longtemps, et depuis sa création, eu mauvaise réputation. Une pièce en vers publiée par un certain Cagou dans le journal La France Australe du 3 avril 1933 fut ainsi intitulée Le Square Olry ou le Paradis des poivrots. Si ce côté sulfureux est légèrement moindre aujourd'hui, ses bancs et ses allées servent encore aujourd'hui de refuge à certains sans domiciles fixes.[réf. souhaitée]